# Wacławowo
Wacławowo – wieś w Polsce, w województwie wielkopolskim, w powiecie konińskim, w gminie Wilczyn.
Do 2023 miejscowość była częścią wsi Dębówiec.
W latach 1975–1998 Wacławowo administracyjnie należało do województwa konińskiego.